# Scruptoluperus
Scruptoluperus is een geslacht van kevers uit de familie bladkevers (Chrysomelidae).
De wetenschappelijke naam van het geslacht werd in 1925 gepubliceerd door Laboissiere.

## Soorten
- Scruptoluperus africanus (Jacoby, 1891)
- Scruptoluperus brevicornis (Jacoby, 1897)
- Scruptoluperus dunbrodensis (Jacoby, 1903)